# إيلون ماسك (كتاب إيزاكسون)
إيلون ماسك هي سيرة ذاتية لإيلون ماسك رجل الأعمال الأمريكي والرئيس التنفيذي لشركات سبيس إكس / تسلا موتورز. الكتاب من تأليف والتر إيزاكسون، الذي سبق له وشغل منصب المدير التنفيذي في سي إن إن ، وجريدة تايم كذلك معهد أسبن. وقد سبق له وأن كتب السير الذاتية الأكثر مبيعًا لبنجامين فرانكلين وألبرت أينشتاين وستيف جوبز وليوناردو دافنشي. نشر الكتاب في 12 سبتمبر 2023 عند دار النشر سايمون اند شوستر.

## المحتوى
الكتاب مكتوب بالإنجليزية وفي 688 صفحة، ويروي حكايات يصفها الكاتب بالمذهلة عن ما حققه أغنى رجل في العالم وواحد من أكثرهم تأثيرا من إنتصارات، وما عرفه كذلك من إضطرابات.
يصور إيزاكسون ماسك، في كتابه هذا، على أنه شخصية معقّدة ومعذبة. كما تفتقد للقدرة على التواصل إنسانيا مع من يحيطون به من الأشخاص، حتى زوجاته وأبناؤهه، ومن يعملون في شركاته من موظفين.
ومن بين ما كشف عنه الكتاب رواية مفادها أن ماسك أمر مهندسي شركة ستارلينك بتعطيل وصول إلى الطائرات بدون طيار الأوكرانية خلال عام 2022 إلى الأنترنت، وإحباط هجوم أوكراني على السفن الحربية الروسية في شبه جزيرة القرم. ومع ذلك، نفى ماسك هذا الادعاء، قائلا إن الأقمار الصناعية في المنطقة لم يتم تشغيلها، وأنه اختار عدم تفعيلها.